# شهرک امام هادی
شهرک امام هادی روستایی در دهستان قلعه زری بخش جلگه ماژان شهرستان خوسف استان خراسان جنوبی ایران است.

## جمعیت
بر پایه سرشماری عمومی نفوس و مسکن در سال ۱۳۹۵ جمعیت این روستا ۲۲۲ نفر (۶۹خانوار) بوده‌است.